# Gamma-Valerolactone
γ-Valerolactone (GVL) là một hợp chất hữu cơ có công thức C5H8O2. Chất lỏng không màu này là một trong những loại sữa phổ biến hơn. GVL là chirus nhưng thường được sử dụng làm racemate. Nó dễ dàng thu được từ sinh khối xenlulo và là một nhiên liệu tiềm năng và dung môi xanh.
GVL hoạt động như một tiền chất của axit-hydroxyvaleric (GHV), một loại thuốc có tác dụng tương tự như axit γ-hydroxybutyric (GHB), mặc dù có ít hiệu lực hơn so với. Bởi vì GHB được kiểm soát ở nhiều nơi trên thế giới, trong khi GVL thì không, GVL đã trở nên phổ biến như là một thay thế hợp pháp cho GHB.

## Tổng hợp
GVL được sản xuất từ axit levulinic, thu được từ hexose. Trong một quy trình điển hình, sinh khối xenlulo, như thân cây ngô, cỏ, hoặc gỗ, bị thủy phân thành glucose và các loại đường khác sử dụng chất xúc tác axit. Glucose thu được sau đó có thể được khử nước thông qua hydroxymethylfurfural để tạo ra axit formic và axit levulinic, chuyển thành các hợp chất vòng không bão hòa trung gian, sau đó có thể được hydro hóa thành gamma -valerolactone, có ứng dụng tiềm năng làm nhiên liệu lỏng.

## Ứng dụng tiềm năng
GVL đã được xác định là một dung môi xanh tiềm năng. Bởi vì mùi thảo dược của nó, nó được sử dụng trong ngành công nghiệp nước hoa và hương vị. Nó là một đồng phân cấu trúc của δ-valerolactone.

### Nhiên liệu tiềm năng
Vì nó dễ dàng thu được từ glucose, GVL từ lâu đã được xác định là "nhiên liệu xanh" tiềm năng. GVL giữ lại 97% năng lượng của glucose và có thể tự pha trộn trong xăng, nơi nó hoạt động tương đương với hỗn hợp ethanol / xăng. Tuy nhiên, do giới hạn pha trộn để sử dụng trong động cơ đốt thông thường, việc chuyển đổi GVL thành anken lỏng (hoặc ankan) có thể hiệu quả hơn. Bước đầu tiên trong quy trình này là mở vòng GVL để thu được hỗn hợp axit pentenoic. Các axit này sau đó có thể được khử carboxyl để tạo ra butene và CO 2. Những chuyển đổi này có thể được thực hiện với các chất xúc tác zeolite. Sau khi dòng này bị mất nước, các sản phẩm có thể được oligome hóa ở áp suất cao với sự có mặt của chất xúc tác axit thông thường để tạo ra anken với trọng lượng phân tử cao hơn, nhắm vào xăng và các ứng dụng nhiên liệu khác.
Một trong những lợi thế chính cho phép GVL trở thành nhiên liệu sinh học thực tế là nó tương đối rẻ tiền để sản xuất. Sử dụng nguyên liệu rẻ tiền, nhiên liệu sinh học này có thể được sản xuất với giá từ 2-3 US $ / gallon. Việc chuyển đổi GVL thành các anken có khả năng vận chuyển nhiên liệu chỉ cần một hệ thống chứa hai lò phản ứng dòng chảy, hai bộ tách pha và bố trí bơm đơn giản để cung cấp thức ăn GVL dạng nước. Do không cần sử dụng chất xúc tác kim loại quý, điều này cũng làm giảm tổng giá sản xuất nhiên liệu.

### Sản xuất tiềm năng của nhiên liệu có nguồn gốc sinh khối
Ngoài giá trị của nó như một loại nhiên liệu tiềm năng theo cách riêng của mình, gamma-valerolactone đã cho thấy sự hứa hẹn trong việc sản xuất carbohydrate nhiệt độ quy mô phòng thí nghiệm từ thân cây ngô và gỗ với năng suất cao. Sinh khối phản ứng trong hỗn hợp dung môi của nước, axit sunfuric loãng và gamma-valerolactone, có nguồn gốc từ sinh khối. Gamma-valerolactone thúc đẩy quá trình thủy phân nhiệt thành monosacarit bằng cách hòa tan hoàn toàn nguyên liệu thô, bao gồm cả lignin. Các sản phẩm sacaride có thể được thu hồi từ sữa mẹ vào dung dịch nước bằng cách bổ sung chống muối hoặc carbon dioxide lỏng. Sản phẩm có thể được sử dụng làm nguyên liệu để sản xuất furan hoặc ethanol với năng suất cao, trong khi gamma-valerolactone được đưa trở lại chu trình xúc tác.

### Chế tạo màng
Gamma-Valerolactone đã được nghiên cứu và cho thấy tiềm năng để chuẩn bị các giải pháp dope cho việc chế tạo màng polymer. Do độc tính của các dung môi truyền thống, dung môi xanh đã được điều tra trong những năm gần đây. Do hồ sơ thân thiện với môi trường, Gamma-Valerolactone cho thấy tiềm năng chế tạo màng polysulfone dưới dạng đồng dung môi.